# Just Kwaou-Mathey
Just Kwaou-Mathey (París, 4 de diciembre de 1999) es un deportista francés que compite en atletismo, especialista en las carreras de vallas.
Ganó una medalla de bronce en el Campeonato Mundial de Atletismo en Pista Cubierta de 2024, una medalla de bronce en el Campeonato Europeo de Atletismo de 2022 y dos medallas de bronce en el Campeonato Europeo de Atletismo en Pista Cubierta, en los años 2023 y 2025.

## Palmarés internacional
| Campeonato Mundial en Pista Cubierta | Campeonato Mundial en Pista Cubierta | Campeonato Mundial en Pista Cubierta | Campeonato Mundial en Pista Cubierta |
| Año                                  | Lugar                                | Medalla                              | Prueba                               |
| ------------------------------------ | ------------------------------------ | ------------------------------------ | ------------------------------------ |
| 2024                                 | Glasgow (Reino Unido)                | Medalla de bronce                    | 60 m vallas                          |
| Campeonato Europeo                   |                                      |                                      |                                      |
| Año                                  | Lugar                                | Medalla                              | Prueba                               |
| 2022                                 | Múnich (Alemania)                    | Medalla de bronce                    | 110 m vallas                         |
| Campeonato Europeo en Pista Cubierta |                                      |                                      |                                      |
| Año                                  | Lugar                                | Medalla                              | Prueba                               |
| 2023                                 | Estambul (Turquía)                   | Medalla de bronce                    | 60 m vallas                          |
| 2025                                 | Apeldoorn (Países Bajos)             | Medalla de bronce                    | 60 m vallas                          |